# Campeonato Paraense de Futebol de 1967
O Campeonato Paraense de Futebol de 1967 foi a 55.ª edição da principal divisão do futebol do Pará. Organizada pela Federação Paraense de Desportos, a competição contou com a participação de sete clubes. O Paysandu sagrou-se campeão, conquistando seu 25º título estadual, enquanto o Remo ficou com o vice-campeonato. Amoroso, do Remo, foi o maior goleador do certame.[carece de fontes?]
Com a conquista do título paraense, o Paysandu também conseguiu o direito de participar do Grupo Norte da Taça Brasil de 1968.

## Participantes
| Equipe             | Cidade     | Títulos (mais recente) | Part. |
| ------------------ | ---------- | ---------------------- | ----- |
| Beneficente Avante | Salvaterra | 0 (não possui)         | 8     |
| Combatentes        | Belém      | 0 (não possui)         | 17    |
| Júlio César        | Belém      | 0 (não possui)         | 21    |
| Liberato de Castro | Belém      | 0 (não possui)         | 8     |
| Paysandu           | Belém      | 24 (1966)              | 51    |
| Remo               | Belém      | 21 (1964)              | 51    |
| Tuna Luso          | Belém      | 7 (1958)               | 33    |

## Premiação
| Campeonato Paraense de 1967      |
| Belém                            |
| -------------------------------- |
| Paysandu Tricampeão (25º título) |